# Boris en Glebkerk (Zjoezino)
De Boris en Glebkerk (Russisch: Церковь Бориса и Глеба) is een Russisch-orthodox kerkgebouw in Zjoezino, een stadsdistrict in het zuidwestelijk administratieve okroeg van Moskou.

## Geschiedenis
Het dorp Zjoezino kwam in 1644 in eigendom van de rijke bojaar Gleb Ivanovitsj Morozov, de voogd van Alexej I. Zijn broer heette Boris en daarom werd voor de houten kerk die hij er liet bouwen het patrocinium van Boris en Gleb gekozen.
Na de dood van Gleb Morozov sloot zijn diepgelovige vrouw Feodosija zich aan bij de oudgelovigen. Zij maakte van het landgoed een centrum van de tegenstanders van de kerkhervormingen en werd in 1671 verbannen naar Borovsk, waar zij samen met haar eveneens oudgelovige zuster de hongerdood stierven. Het landgoed en alle eigendommen werden verbeurd verklaard en kwamen ten goede aan de schatkist.
In 1687 schonk tsaar Peter de Grote het landgoed aan prins Boris Ivanovitsj Prozorovski. Na de overdracht van het goed liet prins Boris de houten Boris en Glebkerk vervangen door de huidige kerk. De benedenkerk werd al voltooid in 1688 en aan Vladimir de Grote gewijd, de bouw van de aan de prinsen Boris en Gleb gewijde bovenkerk duurde relatief lang kwam pas gereed in 1704.
Het gebouw werd in stijl van de Narysjkin-barok gebouwd. De architectonische compositie en toegepaste details vertonen gelijkenissen met de Drie-eenheidskerk in Troitse-Lykovo en op grond daarvan wordt het ontwerp van de kerk toegeschreven aan de architect Jakob Grigorevitsj Boechvostov. In 1879 werd een lage klokkentoren toegevoegd.

## Na 1917
Het kerkgebouw werd in de Sovjetperiode tijdens een van de zwaarste vervolgingen tegen de kerk aan de eredienst onttrokken en beroofd van haar eigendommen. Gedurende de Tweede Wereldoorlog werden door lokale bewoners bijna alle houten delen uit de kerk geroofd, zelfs de kozijnen werden uit het gebouw gesloopt. In de jaren 1960 vond er enig herstel plaats en gaf het gebouw onderdak aan een diamantslijperij, hetgeen leidde tot verder verval. De nieuwe eigenaren veranderden het interieur van de kerk. En na een jarenlang verval werd ten slotte ook de klokkentoren afgebroken.
In 1989 werd het gebouw teruggegeven aan de gelovigen. De Boris en Glebkerk bevindt zich tegenwoordig in gerestaureerde staat.